# Stenocarpha
Stenocarpha là một chi thực vật có hoa trong họ Cúc (Asteraceae).

## Loài
Chi Stenocarpha gồm các loài: